# Macedonische kwestie
De Macedonische kwestie was de machtsstrijd om de regio Macedonië, die zich in de periode vanaf ca. 1830 tot 1945 afspeelde. Men kan echter stellen dat de kwestie nog voortduurt, omdat het onderwerp nog steeds gevoelig ligt in de regio, en zich in 2001 in de republiek Macedonië nog een Albanese opstand heeft voorgedaan.
De regio Macedonië is een etnisch diverse regio. Er wonen etnische Grieken (Griekse Macedoniërs), Bulgaren, Turken, Aroemenen, Serviërs, Albanezen, Roma en Slavische Macedoniërs. Belangrijkste partijen in de kwestie waren Servië/Joegoslavië, Griekenland, Bulgarije, en in het begin ook het Ottomaanse Rijk. Voor 1912 was het gebied deel van het Ottomaanse Rijk. Na veel strijd en twee Balkanoorlogen werd het gebied vlak voor de Eerste Wereldoorlog tussen Servië, Griekenland en Bulgarije verdeeld. In die oorlog kreeg Bulgarije het Servische en Griekse deel als beloning voor zijn alliantie met Duitsland en Oostenrijk-Hongarije, maar toen de centrale mogendheden verloren, schonken de overwinnaars Engeland en Frankrijk aan Servië  en Griekenland meer zelfs dan hun was afgenomen terug. Opnieuw zou Bulgarije in 1940 en tijdens de Tweede Wereldoorlog de zijde van Duitsland kiezen en daarvoor Grieks-Macedonië en daarnaast ook Thracië mogen annexeren. En opnieuw werd dat na de oorlog en de Duitse nederlaag teruggedraaid. Uiteindelijk kwam een definitieve verdeling in 1945 tot stand tussen Griekenland en Joegoslavië. In het noorden van Griekenland (Grieks Macedonië) brak een guerrilla uit van communisten die zich verbonden met de Macedonische minderheid ter plaatse. Pas in 1953 was de opstand met westerse hulp onderdrukt maar wel ten koste van de Slavisch-Macedoniërs die als landverraders werden beschouwd en hun culturele rechten verloren. Velen vluchtten over de grens en de achtergeblevenen zijn sindsdien gedwongen vergriekst (gehelleniseerd). Het Joegoslavische deel werd de deelrepubliek Macedonië en in 1991 onafhankelijk onder de naam Republiek Macedonië. In Griekenland zelf heet de historische regio ook Macedonië en wordt de naam als exclusief Grieks beschouwd, zodat de benaming voor de onafhankelijke republiek niet erkend en bestreden werd met een boycot, totdat de republiek haar naam wijzigde in Noord-Macedonië. In Bulgarije is de Slavisch Macedonische minderheid zich met veel tegenwerking aan het organiseren, omdat daar de Macedoniërs als Bulgaren en niet als een minderheid gelden, zie: OMO Ilinden-Pirin.

## Het ontstaan van de kwestie
In 1815 was het reeds duidelijk dat het Ottomaanse Rijk op zijn einde liep. In 1830 waren aan de randen twee aparte eenheden ontstaan: het semi-onafhankelijke Servië en het volledig onafhankelijke Griekenland. De Bulgaren werden de derde partij nadat zij verregaande autonomie hadden verworven. De drie nationale partijen hadden meer leden van de nationale etniciteit buiten de grenzen wonen en streefden dus naar uitbreiding met de gebieden waar hun 'volksgenoten' woonden. Het probleem was dat etnisch zuivere gebieden niet voorkwamen en de bevolkingen zeer gemengd door elkaar woonden. Alle drie de partijen begonnen nu via guerrillabewegingen en terrorisme in het gebied te intrigeren, en trachtten de bevolking naar hun hand te zetten.
De Servische hajduks, Griekse Makedonomachi en Bulgaarse VMRO-guerrilla's terroriseerden Macedonische dorpen en elkaar. Een dorp werd door geestelijkheid ter plaatse geïndoctrineerd om een nationale keuze te maken en al naargelang de dorpsparochie onder gezag viel van het Griekse Oecumenisch patriarchaat van Constantinopel of het Bulgaarse exarchaat noemde de bevolking zich Griek of Bulgaar. Daarbij hielp financiële of materiële steun. Uiteraard konden de vele moslimdorpen alleen bij de Turkse overheid om steun vragen. Toen de Balkanoorlogen in 1912 uitbraken zochten dorpelingen hun steun bij een van de strijdende partijen, of achtereenvolgens bij verschillende partijen al naargelang de oorlogssituatie. In ruil voor bescherming, werden de dorpen een bron van voedsel en rekruten. Daarbij werd veel geweld van wraak en weerwraak toegepast en ook Turkse beambten en grootgrondbezitters om het leven gebracht als provocaties om de Turkse overheid partij te laten kiezen. Het resultaat was dat honderden dorpen werden platgebrand en de bevolking naar voor hun veilig gebied vluchtte. De etnische kaart veranderde ingrijpend (zie etnische zuivering) en dat was ook een oorlogsdoel want waar de bevolking niet meer tot de nationale tegenpartij behoorde werd het annexeren van grondgebied eenvoudiger.
Geen land kon de overhand krijgen, omdat de Turkse overheid te zwak was en de grote Europese mogendheden elkaar in de kwestie tegenwerkten. Zij wilden geen van de partijen te groot laten worden en kozen voor een machtsevenwicht, waarbij Turkije op voorhand werd afgeschreven als onmachtige geworden staat en de eigenlijk oorzaak van de troebelen omdat Turkije het gezag niet langer kon handhaven. Servië werd door Oostenrijk gesteund, Griekenland door de Britten, en Bulgarije door de Russen.
Uiteraard zorgde ieder land niet te direct bij een zaak betrokken te zijn, want dat zou een diplomatieke rel of oorlog uitlokken. Servië en Griekenland hadden tot hun schade en schande al geleerd dat ze nog te zwak waren voor een directe militaire confrontatie. Maar militante vrijwilligers uit de betrokken landen kregen een militaire opleiding en logistieke ruggensteun, en ook het aan deze landen verbonden kerkelijke oppergezag werd voor de ene of ander nationale zaak gemobiliseerd. Het Oecumenisch patriarchaat van Constantinopel had de beste toegang tot de Turkse sultan maar bij het verval van zijn macht leverde dat weinig meer op. De Servisch- en de Bulgaars-orthodoxe Kerk waren nationale instellingen en daarmee een directe oorlogspartij, tegen elkaar en vooral tegen de Turken en de Grieken.
Ten slotte kwamen in 1912 de Albanezen, die zojuist hun onafhankelijkheid van Turkije hadden uitgeroepen, bang dat ze op het feest van de landverovering te laat zouden komen, als vierde deelnemer op het toneel door Skopje in te nemen. Helaas voor hun brak, net toen de sultan hen rechten toezegde, de eerste Balkanoorlog uit.

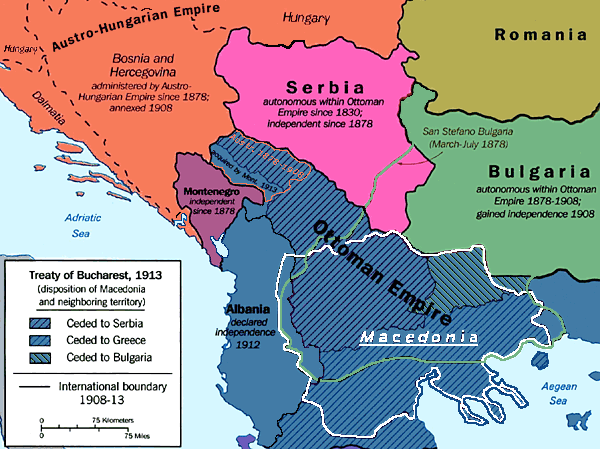
De verdeling van Macedonië na de Balkanoorlogen in 1913

## De uiteindelijke verdeling
In de Balkanoorlogen en de Eerste en Tweede Wereldoorlog is herhaaldelijk om Macedonië gevochten. Het gebied verwisselde dan ook regelmatig van eigenaar. In 1945 kwam de situatie er ten slotte op neer dat het gebied tussen Joegoslavië en Griekenland werd verdeeld, waarbij Bulgarije slechts een klein gebied (Petritsj) overhield. De nationalistische strijd werd nu onderdrukt door de Koude Oorlog, de NAVO, het communisme en het Titoïsme.
Na de val van Joegoslavië laaide de kwestie weer op. De republiek Macedonië werd in 1991 onafhankelijk, maar Griekenland eiste dat het land de afkorting FYROM zou dragen. Deze afkorting staat voor Former Yugoslav Republic of Macedonia (Voormalige Joegoslavische Republiek Macedonië). De Grieken waren bang dat het land anders aanspraken op het Griekse deel, de historische regio Macedonië (Makedonia), zou maken. Sindsdien zijn de betrekkingen met Athene echter verbeterd. In 2001 ontstond een opstand onder de Albanezen in het westen van de republiek Macedonië. De Albanezen wilden verregaande autonomie, maar de Slavische Macedoniërs vreesden dat ze naar aansluiting streefden met Albanië. Bulgarije heeft de aanspraak op geheel Macedonië  opgegeven. De republiek Noord-Macedonië is nog niet stabiel, als een van de armste landen in Europa blijft de instabiliteit een voedingsbron voor nationale spanningen.